# Sven Pernerup
Sven Georg Pernerup, född den 5 maj 1904 i Everöds församling, Kristianstads län, död den 12 mars 1985 i Lund, var en svensk präst.
Pernerup avlade studentexamen i Lund 1922, filosofisk ämbetsexamen 1926 och teologie kandidatexamen 1934. Han prästvigdes för Lunds stift sistnämnda år. Pernerup blev pastorsadjunkt i Kyrkhult 1934, vice pastor i Västra Karup 1936, pastorsadjunkt i Dalby 1936, kyrkoadjunkt i Västra Alstad 1939 och tillförordnad kyrkoherde i Görslöv och Särslöv 1946. Han blev kyrkoherde i Trolle-Ljungby och Gualövs församlingar 1951. I samband med pastoratsregleringen 1962 frånträdde Pernerup Gualöv och fick istället annexen Ivö och Kiaby. Han blev kontraktsprost i Villand 1959. Pernerup blev ledamot av Nordstjärneorden 1963. Han vilar på Trolle-Ljungby kyrkogård.